# Aeschnosoma rustica
Aeschnosoma rustica е вид водно конче от семейство Corduliidae.

## Разпространение
Видът е разпространен в Бразилия.